# Heinrich Rennings
Heinrich Rennings (* 9. Juli 1926 in Kamp-Lintfort; † 3. Oktober 1994 in Lampaden) war ein römisch-katholischer Theologe.
Er war 1961 Gründer der „Reihe Lebendiger Gottesdienst“, von 1975 bis 1985 Professor für Liturgiewissenschaft an der Theologischen Fakultät Paderborn, danach bis 1994 Leiter des Deutschen Liturgischen Instituts Trier und Konsultor der Gottesdienstkongregation. Rennings war maßgeblich an der Umsetzung der Liturgiereform in Deutschland beteiligt. Neben der oben erwähnten ständigen Professur dozierte er zeitweise auch an weiteren Hochschulen in Deutschland.

## Werdegang

### Jugend und Studium
Heinrich Rennings wuchs in Kamp-Lintfort am Niederrhein mit zwei jüngeren Schwestern auf. 1944 erfolgte die Einberufung zum Kriegsdienst in Italien, wo er in eine zweijährige Kriegsgefangenschaft geriet. Nach seiner Rückkehr und der Ablegung des Abiturs trat er in das Theologenkonvikt Collegium Borromaeum Münster seiner Heimatdiözese ein. An der Universität Innsbruck hörte er, genau so wie Bernhard Fraling und Josef Homeyer, einige Semester unter anderem Josef Andreas Jungmann sowie Hugo und Karl Rahner. Im Jahr 1952 schloss er am Innsbrucker Institut für Philosophie seine Dissertation zum Thema Über die Stellung der Aufklärungsphilosophie zur christlichen Unterweisung und einige terminologische Einflüsse ab. Am 17. Dezember 1955 empfing Rennings durch Bischof Michael Keller die Priesterweihe.

### Kaplan und zweites Studium
Seine erste seelsorgliche Anstellung hatte er als Kaplan in Xanten in den Jahren 1956/57. Von 1959 bis 1962 war Rennings Subdirektor des Collegium Borromaeum in Münster. 1960 veröffentlichte er seinen ersten größeren Beitrag zum Liturgischen Jahrbuch. Um sich weiter in der Liturgiewissenschaft qualifizieren zu können, ließ er sich vom Bischof zu einem neuerlichen Studium freistellen. Nach Aufenthalten an den Universitäten Paris und Innsbruck erlangte er 1965 mit seiner Arbeit Die pastoralliturgischen Weisungen der neueren deutschen Diözesan-Synoden zur Eucharistie (1918-1963) sein zweites Doktorat, diesmal in katholischer Theologie.
1961, also noch vor seinem Zweitstudium, erfolgte durch ihn die Gründung einer neuen pastoralliturgischen Reihe Lebendiger Gottesdienst. In seiner Reihe erschienen unter anderem Kommentare von Emil Joseph Lengeling und auch einiger jüngerer Autoren, die im Nachhinein einen honorablen Kreis bildeten, so etwa Johannes Bours, Hermann Josef Spital, Herbert Muck und Otto Nußbaum. Zielsetzung dieser Reihe war die Hilfestellung für eine in der Gesamtpastoral der Kirche verwurzelte und sachgemäß gestaltete Liturgiefeier.

### Liturgiker
Im Anschluss an seine Dissertation übernahm er 1966 die Position eines Referenten am Liturgischen Institut Trier, von 1970 bis 1974 weiter die Funktion des Direktors der Pastoralliturgischen Abteilung. Im Zuge der Liturgiereform wurde Rennings in einige Kommissionen berufen, so etwa in die Kommission 1 für das Einheitsgesangsbuch, die Liturgiekommission der Deutschen Bischofskonferenz, die Internationale ARGE der Liturgiekommissionen und die für die Übersetzung der liturgischen Dokumente zuständige Kommission. Bei der Würzburger Synode arbeitete er als Sekretär mit. Im Jahr 1972 wurde er erstmals in die römische Gottesdienstkongregation berufen und nahm dort Anteil an der Erstellung des Kindermessdirektoriums.
An den neu geschaffenen Lehrstuhl für Liturgiewissenschaft an der Theologischen Fakultät Paderborn wurde Heinrich Rennings 1976 gerufen. Mehrfach befasste er sich mit dem damals neuen Gotteslob (1975) und stand mit einem der Hauptverantwortlichen, dem Paderborner Weihbischof Paul Nordhues im engen Kontakt. Im Studienjahr 1977/78 war Rennings Direktor der Theologischen Fakultät, im Anschluss bis 1980 Prorektor. Darüber hinaus dozierte er an einigen weiteren Hochschulen im Fach Liturgik, so etwa an der Staatlichen Hochschule für Musik und von 1979 bis 1982 an der Gesamthochschule-Universität Paderborn (Fachbereich I), gefolgt von einer Tätigkeit an der Katholischen Fachhochschule in Paderborn. Sein 1980 verfasstes eucharistisches Hochgebet „Versöhnung“ ist mittlerweile in den Schatz der liturgischen Gebete übergegangen.
1985 wurde er abermals an das Deutsche Liturgische Institut Trier gerufen, diesmal als Leiter des Instituts. Daneben hielt Rennings Vorträge und Kurse über die Liturgie, und zwar über Europa hinaus auch in den USA. Ab 1987 darüber hinaus als Geschäftsführer der Ständigen Kommission für die Herausgabe der gemeinsamen liturgischen Bücher berufen, erschienen während seiner Amtszeit unter anderem das Messbuch (2. Auflage 1988), die Sammlung von Marienmessen samt Lektionar (1990) und Neuausgabe des vierbändigen Pontifikale (1994/95). Ab 1987 war Heinrich Rennings Konsultator der Gottesdienstkonkregation, auch in der folgenden Amtsperiode ab 1994 erfolgte eine neuerliche Berufung durch den damaligen Präfekten Augustinus Kardinal Mayer. Rennings verstarb allerdings noch im gleichen Jahr.
Rennings literarisches Werk umfasst, inklusive der Beiträge in diversen Fachzeitschriften, etwa 400 Titel. Sein Schwerpunkt war die Beschäftigung mit liturgischen Dokumenten, Richtlinien und Ordnungen kirchlicher Instanzen. Neben seiner schriftstellerischen Tätigkeit war er Seelsorger in seinem Wohnort in der Nähe von Trier. Rennings hat maßgeblich zur Umsetzung der Liturgiereform des II. Vatikanums beigetragen.
Im Dezember 2005 wurde die Rennings-Wagner-Stiftung des Deutschen Liturgischen Instituts in Trier eingerichtet. Zweck der Stiftung ist die Förderung des Gottesdienstes der katholischen Kirche. Benannt ist die Stiftung nach den zwei früheren Institutsdirektoren Heinrich Rennings und Johannes Wagner.

## Werke
- Heinrich Rennings/Helmut Hucke: Die gottesdienstliche Versammlung der Gemeinde. Grünewald, Mainz 1973, ISBN 3-7867-0185-7.
- Heinrich Rennings (Hrsg.): Dokumente zur Erneuerung der Liturgie. Dokumente des Apostolischen Stuhls. Erster Band. Butzon&Bercker, Kevelaer 1983, ISBN 978-3-7666-9266-5.
- Heinrich Rennings/Andreas Heinz (Hrsg.): Heute segnen. Werkbuch zum Benediktionale. Herder, Freiburg im Breisgau 1987, ISBN 978-3-451-21064-8.
- Heinrich Rennings/Martin Klöckener (Hrsg.): Dokumente zur Erneuerung der Liturgie. Dokumente des Apostolischen Stuhls. Zweiter Band. Butzon&Bercker, Kevelaer 1997, ISBN 3-7666-0077-X.
- Martin Klöckener (Hrsg.): Die Feier der Sakramente in der Gemeinde. Festschrift für Heinrich Rennings. Butzon&Bercker, Kevelaer 1986, ISBN 3-7666-9444-8.